# 菏泽学院
菏泽学院，或简称菏院，为位于中国山东省菏泽市的一所全日制普通本科高等院校。学校始于1949年2月建立的冀鲁豫区菏泽师范学校，历经多年发展变迁；2002年，菏泽师范专科学校、菏泽教育学院、山东广播电视大学菏泽分校、菏泽师范学校、菏泽农业学校合并筹建菏泽学院，仍使用菏泽师范专科学校校名。2004年5月17日，中华人民共和国教育部批准成立本科层次的菏泽学院。